# Liste der Nummer-eins-Hits in Norwegen (2006)
Diese Liste enthält alle Nummer-eins-Hits in Norwegen im Jahr 2006. Es gab in diesem Jahr 15 Nummer-eins-Singles und 14 Nummer-eins-Alben.
| Singles | Alben |
| --- | --- |
| - Ane Brun feat. Madrugada – Lift Me - 6 Wochen (50/2005 – 3/2006) - Madonna – Hung Up - 1 Woche (04/2006, insgesamt 5 Wochen; → 2005) - Dum Dum Boys – Enhjørning - 3 Wochen (5/2006 – 7/2006) - Marit Larsen – Don't Save Me - 5 Wochen (8/2006 – 12/2006) - Grandiosa – Respekt for Grandiosa - 8 Wochen (13/2006 – 20/2006) - Mary J. Blige & U2 – One - 1 Woche (21/2006, insgesamt 6 Wochen) - Aleksander Denstad – A Little Too Perfect - 4 Wochen (22/2006 – 25/2006, insgesamt 5 Wochen) - Ravi – Ås to i Osjlo - 1 Woche (26/2006) - Aleksander Denstad – A Little Too Perfect - 1 Woche (27/2006, insgesamt 5 Wochen) - Mary J. Blige & U2 – One - 1 Woche (28/2006, insgesamt 6 Wochen) - Ravi me De Lilos – Neste såmer - 4 Wochen (29/2006 – 32/2006) - Mary J. Blige & U2 – One - 4 Wochen (33/2006 – 36/2006, insgesamt 6 Wochen) - Justin Timberlake – SexyBack - 1 Woche (37/2006) - Scissor Sisters – I Don't Feel Like Dancin' - 5 Wochen (38/2006 – 42/2006) - Meat Loaf feat. Marion Raven – It's All Coming Back To Me Now - 2 Wochen (43/2006 – 44/2006, insgesamt 6 Wochen) - Bjørn Eidsvåg – Floden - 1 Woche (45/2006, insgesamt 3 Wochen) - U2 & Green Day – The Saints Are Coming - 1 Woche (46/2006) - Meat Loaf feat. Marion Raven – It's All Coming Back To Me Now - 3 Wochen (47/2006 – 49/2006, insgesamt 6 Wochen) - Mia Gundersen – Jordbarnas fremtid - 1 Woche (52/2006) - Meat Loaf feat. Marion Raven – It's All Coming Back To Me Now - 1 Woche (51/2006, insgesamt 6 Wochen) - Bjørn Eidsvåg – Floden - 2 Wochen (52/2006 – 1/2007, insgesamt 3 Wochen) | - Madrugada – Life At Tralfamadore - 11 Wochen (51/2005 – 9/2006) - Olsenbanden Jr. – Olsenbanden Jr. på cirkus - 1 Woche (10/2006) - David Gilmour – On An Island - 1 Woche (11/2006) - Dum Dum Boys – Gravitasjon - 6 Wochen (12/2006 – 17/2006) - Bruce Springsteen – We Shall Overcome: The Seeger Sessions - 1 Woche (18/2006, insgesamt 6 Wochen) - Tool – 10,000 Days - 1 Woche (19/2006) - Red Hot Chili Peppers – Stadium Arcadium - 1 Woche (20/2006) - Mark Knopfler & Emmylou Harris – All The Roadrunning - 1 Woche (21/2006, insgesamt 2 Wochen) - Bruce Springsteen – We Shall Overcome – The Seeger Sessions - 1 Woche (22/2006, insgesamt 6 Wochen) - Mark Knopfler & Emmylou Harris – All The Roadrunning - 1 Woche (23/2006, insgesamt 2 Wochen) - Bruce Springsteen – We Shall Overcome – The Seeger Sessions - 1 Woche (24/2006, insgesamt 6 Wochen) - Kurt Nilsen, Espen Lind, Askil Holm & Alejandro Fuentes – Hallelujah – Live - 6 Wochen (25/2006 – 30/2006, insgesamt 13 Wochen) - Bruce Springsteen – We Shall Overcome – The Seeger Sessions - 3 Wochen (31/2006 – 33/2006, insgesamt 6 Wochen) - Kurt Nilsen, Espen Lind, Askil Holm & Alejandro Fuentes – Hallelujah – Live - 2 Wochen (34/2006 – 35/2006, insgesamt 13 Wochen) - Bob Dylan – Modern Times - 1 Woche (36/2006) - Kurt Nilsen, Espen Lind, Askil Holm & Alejandro Fuentes – Hallelujah – Live - 2 Wochen (37/2006 – 38/2006, insgesamt 13 Wochen) - Thomas Dybdahl – Science - 1 Woche (39/2006) - Kurt Nilsen, Espen Lind, Askil Holm & Alejandro Fuentes – Hallelujah – Live - 3 Wochen (40/2006 – 42/2006, insgesamt 13 Wochen) - Bjørn Eidsvåg – Nåde - 1 Woche (43/2006, insgesamt 6 Wochen) - Vamp – I full symfoni - 3 Wochen (44/2006 – 46/2006) - Jan Werner – Stronger - 1 Woche (47/2006) - Bjørn Eidsvåg – Nåde - 5 Wochen (48/2006 – 52/2006, insgesamt 6 Wochen) |
| | |

Siehe auch: Nummer-eins-Hits 2006 in  Australien, Belgien, Dänemark, Deutschland, Finnland, Frankreich, Griechenland, Irland, Italien, Japan, Kanada, Kroatien, Mexiko, Neuseeland, den Niederlanden, Österreich, Polen, Portugal, Rumänien, Schweden, der Schweiz, Slowakei, Spanien, Südkorea, Tschechien, Ungarn, den Vereinigten Staaten und im Vereinigten Königreich.